# Velké Žernoseky
Velké Žernoseky (en allemand : Groß Tschernosek) est une commune du district de Litoměřice, dans la région d'Ústí nad Labem, en Tchéquie. Sa population s'élevait à 491 habitants en 2021.

## Géographie
Velké Žernoseky se trouve sur la rive droite de l'Elbe, face à Malé Žernoseky, qui est sur l'autre rive, à 5 km à l'ouest de Litoměřice, à 14 km au sud d'Ústí nad Labem et à 62 km au nord-ouest de Prague.
La commune est limitée par Libochovany au nord, par Kamýk, Malíč, Michalovice et Žalhostice à l'est, par Píšťany au sud et par Malé Žernoseky à l'ouest.

## Histoire
La première mention écrite du village date de 1057.

## Transports
Par la route, Velké Žernoseky se trouve à 6 km de Litoměřice, à 20 km d'Ústí nad Labem  et à 71 km de Prague.